# Francesco Nuti
Francesco Nuti (* 17. Mai 1955 in Florenz; † 12. Juni 2023 in Rom) war ein italienischer Schauspieler, Filmregisseur, Drehbuchautor und Filmproduzent.

## Leben
Nuti begann als Amateur mit der Schauspielerei und wurde als Schüler vom Komikerduo Alessandro Benvenuti und Athina Cenci entdeckt, mit denen er die Truppe „I Giancattivi“ bildete. Der Erfolg des Trios führte auch zu zahlreichen Fernsehauftritten in Sendungen wie „Non stop“, „La sberla“ und „Black Out“. Die antikonformistische und surreale Komik der drei Protagonisten wurde auch 1981 auf die Leinwand übertragen: Ad ovest di Paperino wurde ein Kinoerfolg und von Kritikern hochgelobt. Dennoch beschloss Nuti, seine Karriere mit Soloauftritten fortzusetzen und drehte mit Regisseur Maurizio Ponzi eine toskanische Trilogie, in der Nuti einen völlig anderen Charakter als bis dahin gewohnt verkörperte, was das Publikum honorierte. Neben seiner Schauspielerei trat Nuti auch als Sänger in Erscheinung und veröffentlichte zwei LPs, darunter eine mit Liedern aus seinen Filmen.
Die folgenden nun in Eigenregie entstandenen Filme zeigten Nutis Fähigkeit, einen für seine Generation typischen Charakter zu erschaffen und darzustellen, den er psychologisch offenlegte und weiter entwickelte, was weitere große Zuschauererfolge mit sich brachte; mit den Jahren allerdings führte dies auch etwas in die Banalität. Sein Versuch, dieser (mit Occhio Pinocchio) zu entkommen, wurde von Kritikern wie Zuschauern als Schiffbruch gewertet und schwer kritisiert; die dann folgenden Versuche Nutis, zu den Ursprüngen zurückzukehren, waren nicht mehr erfolgreich und wurden als Recycling seiner Figuren aufgefasst.
Die Misserfolge ließen Nuti, dessen ehemals neuartige mit persönlichen Erzählformen durchsetzte Komik sich abgenutzt hatte, in die Depression und den Alkoholismus treiben. Ein Comeback als Schauspieler versuchte er 2005 mit Concorso di colpa.
Nach einem häuslichen Unfall am 2. September 2006 lag er bis Ende November des Jahres im Koma. Danach war Nuti schwer gezeichnet und nicht mehr sprachfähig. Ein Fernsehauftritt im Januar 2011, bei dem er sichtlich litt, führte zu einer lebhaften Diskussion über die Grenzen und Zulässigkeit solcher öffentlichen Darstellungen.
2010 erschien ein Dokumentarfilm über Nuti, an dem auch sein Bruder mitgearbeitet hatte. Mit ihm veröffentlichte er 2013 im Internet ein neues Lied, Olga tu mi fai morir.

## Filmografie
D = Darsteller, B = Buch, R = Regie, P = Produktion
- 1981: Ad ovest di Paperino (D)
- 1982: Ich, Chiara und der Finstere (Io, Chiara e lo Scuro) (D, B)
- 1982: Madonne che silenzio c’è stasera (D, B)
- 1983: Son contento (D, B)
- 1984: Casablanca, Casablanca (Casablanca, Casablanca) (R, D, B)
- 1985: Sogni e bisogni (D)
- 1985: Der Himmel war schuld (Tutta colpa del paradiso) (R, D, B)
- 1986: Hexerei (Stregati) (R, D, B)
- 1987: Maramao (P)
- 1988: Einstweilige Verführung (Caruso Pascoski di padre polacco) (R, D, B)
- 1990: Willy Signori e vengo da lontano (R, D, B)
- 1991: Donne con le gonne (R, D, B)
- 1994: Occhiopinocchio (R, D, B)
- 1998: Gambling With Love – Spiel mit der Liebe (Il signor Quindcipalle) (R, D, B)
- 2000: Io amo Andrea (R, D, B, P)
- 2001: Caruso, zero in condotta (R, D, B, P)
- 2005: Concorso di colpa (D)